# Ondřej Gros
Ondřej Gros (* 25. ledna 1975 Praha) je český politik, od roku 1998 zastupitel a od listopadu 2018 starosta městské části Praha 8, člen ODS.

## Život
Vystudoval Gymnázium U Libeňského zámku. Je ženatý a má jedno dítě.

## Veřejné funkce
Poprvé úspěšně kandidoval za ODS v roce 1998.Zvolen byl i v roce 2002, 2006, a 2010., 2014, 2018 a 2022.
Mezi roky 2006–2010 byl předsedou bytové komise, od listopadu 2010, kdy vznikla koalice ODS-TOP09 zodpovídal za majetek městské části s výjimkou bytů.
Po volbách v roce 2014 skončila ODS v Praze 8 v opozici, když se na nové radě domluvili ANO, ČSSD a Zelení. V letech 2014–2018 byl Ondřej Gros předsedou opozičního klubu zastupitelů za ODS.
V listopadu 2018 byl zvolen starostou MČ Praha 8 v čele menšinové koalice ODS-Spojené síly pro Prahu 8 (TOP09-STAN)-Patrioti Praha 8 s tolerancí ANO. Koalice měla bez hnutí ANO pouze 18 zastupitelů.
V komunálních volbách 2022 vedl kandidátku ODS jako její lídr, mandát zastupitele posedmé obhájil, jím vedená kandidátka zvítězila se ziskem 19,28% a 10 mandáty. Po volbách v roce 2022 uzavřely koalici ODS, ANO, TOP09-STAN a Patrioti pro Prahu 8. Koalice oznámila, že starostou bude i nadále Ondřej Gros.

## Stranická kariéra
Do ODS vstoupil v květnu 1997 půl roku před tzv. Sarajevským atentátem na tehdejšího předsedu strany Václava Klause.
Jako člen klubu zastupitelů ODS v roce 2007 řešil vnitrostranický spor v oblastním sdružení ODS Praha 8, během které odešli z funkcí dva radní – místostarosta Michal Kindl a radní Tomáš Chvála. Poté byl zvolen předsedou klubu zastupitelů.
Patřil do skupiny místních politiků, kteří byli ve sporu s Václavem Klausem ml. krátce před tím, než v roce 2008 opustil ODS. V letech 2017-18 patřil naopak k jeho podporovatelům v rámci ODS. V lednu 2012 jej oblastní sdružení ODS v Praze 8 navrhlo na pozici řadového místopředsedy celopražského vedení strany. Gros patřil společně s kolegou z Prahy 8 Josefem Noskem, starostou Prahy 4 Pavlem Horálkem a organizátorem politického života v Praze 3 Pavlem Hurdou k oporám bývalého primátora Svobody.
Ondřej Gros patří k pražským politikům s výrazně pravicovou orientací. Je zastáncem teorie o "souboji levice a pravice o svobodný prostor ve společnosti". Podporuje úplnou privatizaci bytového fondu Prahy 8. Je každoročním odpůrcem nouzového ubytovávání bezdomovců na Rohanském ostrově.

## Nová Palmovka
Gros patřil k nejhlasitějším podporovatelům problematického projektu nové radnice Prahy 8 s administrativně-obchodním centrem Nová Palmovka za 1,14 miliardy korun, který má postavit společnost Metrostav. Tento projekt byl prosazen tři týdny před komunálními volbami v roce 2010 rozdílem jediného hlasu. Opozice a občanská sdružení na tomto projektu kritizují celkovou nevýhodnost této investice  neprůhledné finanční toky, a výběr architekta a zhotovitele bez otevřeného výběrového řízení. 
Městská část Praha 8 získala v roce 2017 600 milionů na financování výstavby Nové Palmovky. Stavba měla být realizována do 30. 6. 2019, nestalo se tak. Praha 8 pak požádala o splátkový kalendář, který ale nebyl schválen, radou hlavního města Prahy byla schválena pouze změna termínu vrácení zmíněné částky do konce roku 2020. Starosta Ondřej Gros však tento dodatek nepodepsal, takže stále platil původní termín. Magistrát hlavního města Prahy poslal městské části platební výměr na odvod za porušení rozpočtové kázně ve výši 244 838 233,27 Kč. Všemu pomohla až dohoda mezi Magistrátem, Metrostavem a Prahou 8, že projekt převezme Magistrát hlavního města Prahy, a dokončí ho.